# Myzomèle de Timor
Myzomela vulnerata
Espèce
Le Myzomèle de Timor (Myzomela vulnerata) est une espèce monotypique d'oiseaux de la famille des Meliphagidae et qui est endémique l'île de Timor en Indonésie.

## Description
Le mâle a la tête, la poitrine et les parties supérieures noires à l'exception de la calotte, de la gorge et de la croupe rouge vif contrasté. Il a un ventre gris/blanc. La femelle est noire dépourvue de brillance voire brun suie. Les juvéniles ont les parties normalement noires plus grises.

## Répartition
Endémique de l'île de Timor en Indonésie.

## Habitat
Forêts primaires, forêts secondaires, forêts de montagne et côtes.

## Population
La population totale n'a pas encore été quantifiée mais l'espèce est considérée comme peu fréquente mais localement très commune.